# Grand Prix des Marbriers
Grand Prix des Marbriers ist ein französisches Eintagesrennen im Straßenradsport, welches in Bellignies (Region Hauts-de-France) ausgetragen wird.

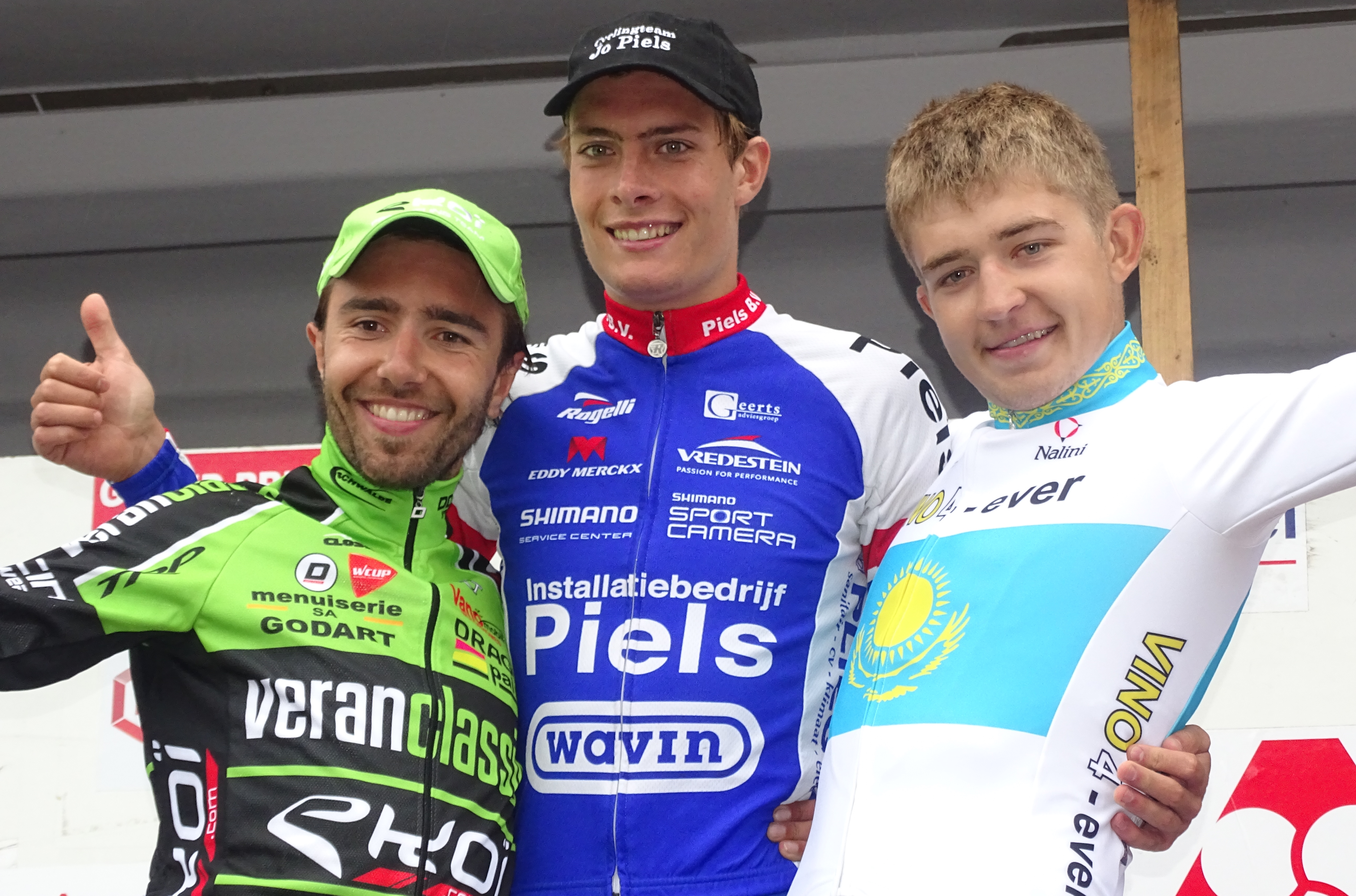
Podium 2015: Serge Dewortelaer (2.), Tim Ariesen (1.) und Oleg Zemlyakov (3.)

## Organisation
Das Rennen wurde 1961 zum ersten Mal als Amateurrennen ausgetragen. Ab 1996 konnten auch Profi an Grand Prix des Marbriers in der Kategorie 1.5 teilnehmen, welches von Laurent Roux gewonnen wurde. Seit 2008 ist das Rennen Teil der UCI Europe Tour in der Kategorie 1.2.
Das Rennen wird vom VC BAVAY organisiert.

## Palmarès
| Jahr | Erster                           | Zweiter                          | Dritter                          |
| ---- | -------------------------------- | -------------------------------- | -------------------------------- |
| 1961 | Michel Prissette                 | Bernard Sauret                   | Louis Déprez                     |
| 1962 | Michel Prissette                 | Bernard Sauret                   | Maurice Baele                    |
| 1963 | Michel Prissette                 | Elio Gerussi                     | Jean-Marie Leblanc               |
| 1964 | Yves Lepachelet                  | Valentin Modric                  |                                  |
| 1965 | Yves Lepachelet                  | Bernard Delaurier                | Bernard Sauret                   |
| 1966 | René Bleuze                      | José Catieau                     | Jacky Ciron                      |
| 1967 | Yves Lepachelet                  | Efrem Meneghetti                 | Michel Prissette                 |
| 1968 | Michel Quinchon                  | René Quesnel                     | Jacky Ciron                      |
| 1969 | Bernard Delchambre               | Aldo Ceci                        | René Bleuze                      |
| 1970 | Willy Teirlinck                  | Lucien Pratte                    | Bernard Draux                    |
| 1971 | Christian De Buysschere          | Bernard Draux                    | Busignies                        |
| 1972 | Daniel Pauwels                   | René Bleuze                      | René Dillen                      |
| 1973 | Bernard Delaurier                | René Bleuze                      | Jean-Philippe Pipart             |
| 1974 | René Bleuze                      | Bernard Delaurier                | Alain Louise                     |
| 1975 | Jean-Philippe Pipart             | Rudy Pevenage                    | Alain Louise                     |
| 1976 | Marnix Furnière                  | Bernard Stoessel                 | Alain Louise                     |
| 1977 | René Bleuze                      | Yannick Ceotto                   | Alain Molmy                      |
| 1978 | Guy Leleu                        | Jacques Desportes                | Alain Molmy                      |
| 1979 | Bernard Stoessel                 | Philippe Badouard                | Guy Leleu                        |
| 1980 | Alain Deloeuil                   | Michel Cornelise                 | Jan Nevens                       |
| 1981 | Patrice Collinet                 | Jean-Michel Avril                | Jérôme Simon                     |
| 1982 | Thierry Barrault                 | Denis Roux                       | Gérard Aviègne                   |
| 1983 | Alain Deloeuil                   | Thierry Barrault                 | Denis Poisson                    |
| 1984 | Patrice Esnault                  | Yves Bonnamour                   | Marc Waymel                      |
| 1985 | Marc Seynaeve                    | Pascal Dubois                    | Alain Deloeuil                   |
| 1986 | Manuel Carneiro                  | Bruno Bruyère                    | Patrick Hosotte                  |
| 1987 | Philippe Delaurier               | Manuel Carneiro                  | Jean-François Laffillé           |
| 1988 | Claude Carlin                    | Jean-Claude Annaert              | Laurent Pillon                   |
| 1989 | Philippe Delaurier               | Harmen Jansen                    | Laurent Desbiens                 |
| 1990 | Jean-François Laffillé           | Bruno Huger                      | Jarosław Chojnacki               |
| 1991 | Zdzisław Wrona                   | Claudius Migdol                  | Linas Knistautas                 |
| 1992 | Mika Hietanen                    | Jean-François Laffillé           | Gilles Jakiela                   |
| 1993 | Michel Lallouet                  | Bruno Huger                      | Jean-François Laffillé           |
| 1994 | Jean-François Laffillé           | David Derique                    | Niels van der Steen              |
| 1995 | Philippe Delaurier               | Cédric Dedoncker                 | Fabrice Debrabant                |
| 1996 | Laurent Roux                     | Laurent Pillon                   | Philippe Delaurier               |
| 1997 | Grégory Barbier                  | Seth Pelusi                      | Cédric Dedoncker                 |
| 1998 | Benoît Poilvet                   | Frédéric Delalande               | René Andrle                      |
| 1999 | Pascal Pofilet                   | Oleg Kozlitine                   | Hank Mutsaars                    |
| 2000 | Grégory Faghel                   | Stéphane Pétilleau               | Pascal Pofilet                   |
| 2001 | Pascal Pofilet                   | Christophe Le Mével              | Julien Smink                     |
| 2002 | Nicolas Dumont                   | Nicolas Dubois                   | Cédric Vanoverschelde            |
| 2003 | Stéphane Pétilleau               | Jérôme Bouchet                   | Shinichi Fukushima               |
| 2004 | Jussi Veikkanen                  | Pierre Drancourt                 | Yanto Barker                     |
| 2005 | Julien Guiborel                  | Grzegorz Kwiatkowski             | Frédéric Delalande               |
| 2006 | Benoît Daeninck                  | Thomas Nosari                    | Mickaël Leveau                   |
| 2007 | Sébastien Harbonnier             | Grzegorz Kwiatkowski             | Romain Mary                      |
| 2008 | Ben Hermans                      | Samuel Plouhinec                 | Aurélien Duval                   |
| 2009 | Robert Retschke                  | Kévin Lalouette                  | Pierre Drancourt                 |
| 2010 | Keven Lacombe                    | Kévin Lalouette                  | Dimitri Claeys                   |
| 2011 | Pierre Drancourt                 | Kristian House                   | Pirmin Lang                      |
| 2012 | Sergey Pomoshnikov               | Alexei Luzenko                   | Viatcheslav Kouznetsov           |
| 2013 | Benoît Daeninck                  | Silvan Dillier                   | Mickael Olejnik                  |
| 2014 | Yann Guyot                       | Jochem Hoekstra                  | Kévin Lalouette                  |
| 2015 | Tim Ariesen                      | Serge Dewortelaer                | Oleg Zemlyakov                   |
| 2016 | Emiel Planckaert                 | Gordon De Winter                 | Robbe Ghys                       |
| 2017 | Karol Domagalski                 | Thibault Ferasse                 | Jimmy Raibaud                    |
| 2018 | Jon Mould                        | Thimo Willems                    | Mathijs Paasschens               |
| 2019 | Damien Clayton                   | Dylan Kowalski                   | Jérémy Cabot                     |
| 2020 | wegen COVID-19-Pandemie abgesagt | wegen COVID-19-Pandemie abgesagt | wegen COVID-19-Pandemie abgesagt |
| 2021 | Luca Van Boven                   | Thibaut Ponsaerts                | Bastien Tronchon                 |
| 2022 | Kévin Avoine                     | Julien Souton                    | Axel Huens                       |
| 2023 | Antony Chamerat Dumont           | Kévin Avoine                     | Jelte Krijnsen                   |
| 2024 | Leniac Langella                  |                                  |                                  |